# Трофа
Тро́фа (порт. Trofa; МФА: [ˈtɾo.fɐ]) — муніципалітет і місто в Португалії, в окрузі Порту. Розташований у північно-західній частині країни, на теренах історичної португальської провінції Дору-Міню. Належить до Портуської діоцезії Католицької церкви в Португалії. Права міського самоврядування має з 1998 року. Поділяється на 5 парафій. За адміністративним поділом, чинним до 1976 року, був складовою провінції Берегове Дору. Площа муніципалітету — 72,02 км², населення муніципалітету — 49897 ос. (2011); густота населення — 692,82 осіб/км²
. Патрон — Діва Марія. Святковий день муніципалітету — 19 листопада. Поштовий індекс — 4785, 4745.  Код місцевої адміністративної одиниці — 1318. Складова статистичного регіону Північ.

## Географія
Трофа розташована на північному заході Португалії, на півночі округу Порту.
Трофа межує на півночі з муніципалітетом Віла-Нова-де-Фамалікан, на сході — з муніципалітетом Санту-Тірсу, на півдні — з муніципалітетом Мая, на заході — з муніципалітетом Віла-ду-Конде.

## Населення
| 2001   | 2011   |
| 37 581 | 38 999 |